# Haploposthia vandula
Haploposthia vandula är en plattmaskart som beskrevs av Hooge och Tyler 2002. Haploposthia vandula ingår i släktet Haploposthia och familjen Haploposthiidae. Inga underarter finns listade i Catalogue of Life.